# مجزرة كبكب
مجزرة كُبكُب أو مجزرة الساطور (بالفرنسية: massacre des coupes-coupes) هي مجزرة قام بها الإستعمار الفرنسي يوم 15 نوفمبر 1917 في حق 400 عالم دين وزعيم محلي في مدينة أبشي بإقليم وداي في تشاد.

## خلفية
تعرضت تشاد خلال القرن 19 للاستعمار الفرنسي، والذي عمل على طمس هوية البلد، ومحاربة الدين الإسلامي واللغة العربية بكل الطرق.
وحسب المؤرخين الفرنسيين فإنه بتاريخ 23 أكتوبر 1917 قُتل ماريشال التموين غيادي (Guyader) بطعنات السكين في سوق أبشي وأصيب ضابط صف، وفي أعقاب هذا الحدث، اشتبه رئيس المقاطعة، القائد جيرار (Gérard)، في فقهاء ووجهاء وداي وكذلك الحماميد، القبيلة العربية القاطنة في بلتن، في التخطيط لمؤامرة ضد الفرنسيين، وهو ما تنفيه المصادر التاريخية.:426-429

## أحداث المجزرة
في يوم الـ15 من نوفمبر 1917، جمعت القوات الفرنسية خيرة علماء الدين الإسلامي في المنطقة، وكان اللقاء مبرمجا ظاهريا للحديث عن إدارة البلاد تحت الحكم الفرنسي وكيفية تصريف شؤونها، وعند تجمع ما يقارب 400 عالم دين وزعيم محلي في مدينة «أبشة» بإقليم وداي سنة 1917، وقُضي عليهم ذبحًا مرةً واحدة، ودفن القتلى في مقبرة جماعية بمنطقة «أم كامل» والمقبرة موجودة حتى الآن، وقد بقيت هذه المجزرة راسخة في الذاكرة الجماعية تحت اسم «مجزرة كبكب».
بالنسبة للمؤرخين، فإنه في صباح يوم 15 نوفمبر / تشرين الثاني، أمر الخيالة باغتيال العقيد (القائد العسكري) لدوكوم ورجاله - قُتل ستة وخمسون شخصًا :5 - وأكثر من عشرين فقيه (حفظة القرآن). وحُملت رؤوسهم ورُتبت في صفين عند المدخل الشرقي للمقاطعة، الموقع الحالي للنصب التذكاري للحرب في أبشي.:5 كما قُبض على شيخ المحاميد، عبود، وقتل في بلتين مع حوالي أربعين من أقاربه وحلفائه،، وجاء في التقرير الرسمي الفرنسي بأن الشيخ عبود قتل بتاريخ 11 ديسمبر 1917 إثر محاولة فراره أثناء نقله إلى أبشي.:427 ونُهبت جميع المنازل في منطقة شق الفكارة، ورُحل حوالي عشرين شخصية سياسية ودينية مؤثرة إلى بلدان أخرى في إفريقيا الاستوائية الفرنسية.:6

## التبعات
في تقرير بتاريخ 6 مارس 1918 ذُكر بأن المؤامرة كانت حتمية، وبأن الجيش استعمل جميع الطرق لإخمادها، لكن الأمر بدأ ينجلي شيئا فشيئأ بمرور سنة 1918 ليصير فضيحة مدوية.:427
ما فعله القائد الفرنسي جيرار كان بلا سبب، فعزله الحاكم فريدريك إيستاب (Frédéric Estèbe)، الأمين العام لإفريقيا الاستوائية الفرنسية (A.F.P) في 3 يوليو 1918.:427 فتحت المحكمة العسكرية التحقيق، ويُعتقد أن القائد جيرار وقف أمام مجلس التحقيق سنة 1922 وتحتم عليه مغادرة الجيش.:427